# NK Brusje
Nogometni klub Brusje je bivši hrvatski nogometni klub iz Brusja na otoku Hvaru. Natjecao se je u Hvarskoj nogometnoj ligi, u sklopu koje je odigrao sve svoje službene ligaške utakmice. Svoje utakmice kao domaćin igrao je u Hvaru.